# Hijani Himoonde
Hijani Himoonde (Lusaca, 1 de agosto de 1987) é um futebolista da Zâmbia.

## Carreira
Himoonde integrou a Seleção Zambiana de Futebol que disputou o Campeonato Africano das Nações de 2013.

## Títulos
Zambia
- Campeonato Africano das Nações: 2012

### Lusaka Dynamos
- Copa Zâmbia Challenge : 2008